# Mohamed Tall
Mohamed Tall homme politique guinéen
Porte parole de l’UFR et ancien Ministre de l'Élevage et des Productions animales,.